# Organite
 (janvier 2009).
Si vous disposez d'ouvrages ou d'articles de référence ou si vous connaissez des sites web de qualité traitant du thème abordé ici, merci de compléter l'article en donnant les références utiles à sa vérifiabilité et en les liant à la section « Notes et références ».
Les organites (de temps en temps appelés organelles par anglicisme) sont des structures spécialisées contenues dans le cytoplasme et séparées du reste de la cellule par une membrane phospholipidique. Il existe de nombreux types d'organites, en particulier dans les cellules eucaryotes. On a longtemps cru les organites absents des cellules procaryotes, mais quelques exceptions ont été mises en évidence.

## Principaux organites

Schéma d'une cellule animale type. Composants :
(1) Nucléole
(2) Noyau
(3) Ribosomes
(4) Vésicule
(5) Réticulum endoplasmique rugueux (ou granuleux) (REG)
(6) Appareil de Golgi
(7) Cytosquelette
(8) Réticulum endoplasmique lisse
(9) Mitochondries
(10) Vacuole
(11) Cytosol
(12) Lysosome
(13) Centrosome (constitué de deux centrioles)
(14) Membrane plasmique

- Le noyau (2), contient l'essentiel du matériel génétique de la cellule, ainsi que la machinerie nécessaire à la réplication des chromosomes et à l'expression de l'information contenue dans les gènes. Il est entouré par une double membrane appelée l'enveloppe nucléaire.

- Le réticulum endoplasmique (5 et 8), constitué d'un ensemble de replis et de tubules membranaires qui délimitent un compartiment interne séparé du reste du cytosol. Certaines protéines, lors de leur synthèse, transitent par le réticulum pour y être maturées. Participent aussi à la synthèse des lipides (11).
- L’appareil de Golgi (6), synthétisant la plupart des sécrétions cellulaires (protéines glycosylées en général et polysaccharides non cellulosiques, en particulier chez les végétaux), et complété par des vacuoles de condensation (absentes du schéma).
- Les mitochondries (9), centrales énergétiques des cellules eucaryotes contenant leur propre génome, transmises par voie femelle dans certains cas de reproduction sexuée.
- Les lysosomes (12), vésicules entourées par une membrane phospholipidique simple, au contenu acide, remplies d'enzymes de dégradation et chargées chez les cellules animales de la digestion des molécules complexes.
- Les  endosomes (absents du schéma), formés par déformation de la membrane plasmique lors de l'absorption de molécules complexes, et se combinant avec les lysosomes pour leur digestion par endocytose.
- Les peroxysomes, dépourvus de génome et limités par une simple membrane, contiennent des enzymes qui oxydent divers substrats en leur arrachant de l'hydrogène qui est alors transféré à l'oxygène pour former de l'eau oxygénée ; cette eau oxygénée est ensuite dégradée sur place.
- Les hydrogénosomes, permettant le métabolisme anaérobie de certains protistes eucaryotes, de quelques mycètes et d'au moins un métazoaire (loricifère)[3]. C'est un organite fermentaire de Trichomonas et Blastocystis par exemple, qui est pourvu ou non d'ADN.
- Le mitosome : reliquat évolutif de la mitochondrie dépourvu d'ADN, dont la physiologie énergétique est encore méconnue : fermentation et capture directe d'ATP provenant de la cellule parasitée... (Giardia, Entamoeba, et plusieurs espèces de microsporidies).

### Organites présents chez les cellules végétales et les champignons
- La vacuole, délimitée par une membrane simple (appelée tonoplaste) assure des fonctions de dégradation cellulaire (comme les lysosomes des cellules animales), de stockage (protéines, sels, substances toxiques, etc.), d'occupation de l'espace (dans des grandes cellules végétales qui se gonflent d'eau par osmose).

### Organites spécifiques de la cellule végétale
- Les plastes, contenant leur propre génome. Les plastes les plus connus sont les chloroplastes, siège de la photosynthèse. Ils utilisent l'énergie solaire grâce à des pigments photosynthétiques tels que la chlorophylle et les caroténoïdes pour arracher de l'hydrogène à l'eau et fixer les atomes de carbone du gaz carbonique sous forme de carbone organique, ce qui permet entre autres la synthèse de sucres (cycle de Calvin). Parallèlement, l'arrachage d'hydrogène à l'eau libère de l'oxygène. Les plastes dépourvus de pigments sont des leucoplastes, dont certains sont spécialisés (absents du schéma) dans le stockage d'amidon (amyloplastes), de lipides (oléoplastes) ou de protéines (protéinoplastes).

## Autres structures cellulaire

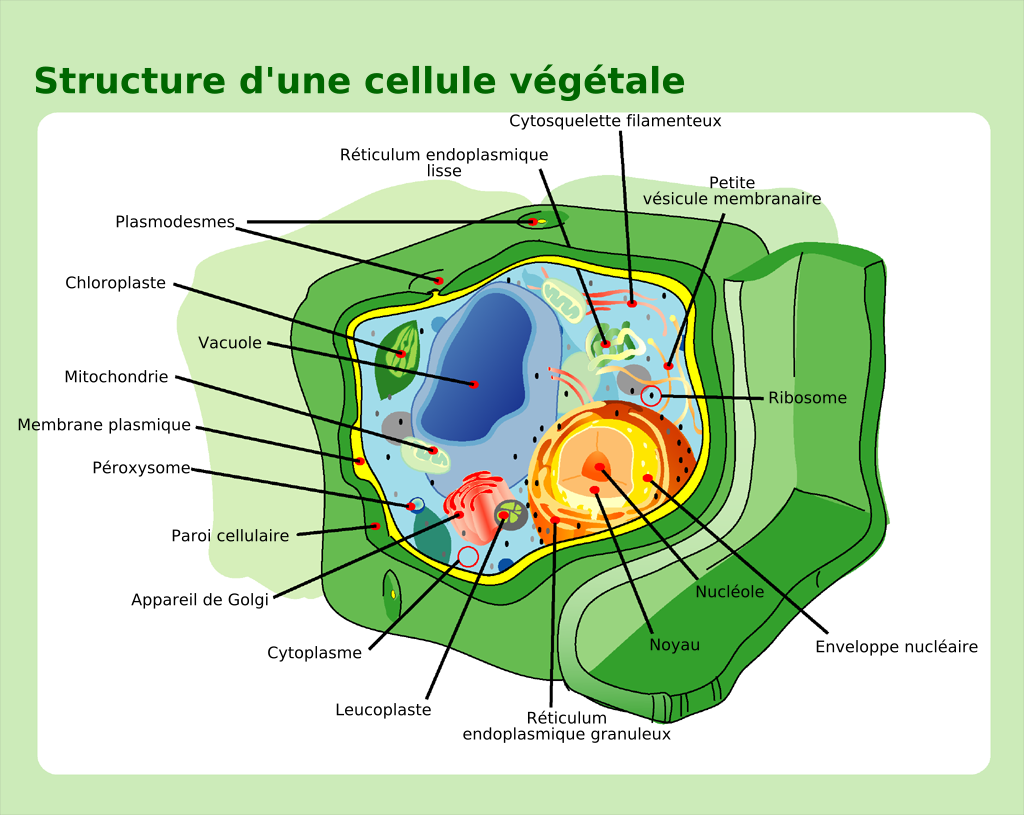
Coupe d’une cellule végétale typique.

- Le nucléole (1), l'espace du noyau (2) contenant les segments d'ADN codant les ARNr ribosomiques ;
- Les ribosomes (3), complexes macromoléculaires responsables de la synthèse des protéines à partir de l’ARNm messager synthétisé dans le noyau (2) ;
- Les vésicules (4) de transport, formées par bourgeonnement du réticulum endoplasmique (5) ou de l’appareil de Golgi (6) ;
- La membrane plasmique et les composants du cytosquelette (7) ;
- Le cytosol (11), partie liquide au pH neutre du cytoplasme (le cytoplasme comprend aussi les organites) ;
- La paire de centrioles (13), enchâssée dans les microtubules endoplasmiques, présente uniquement dans les cellules animales, l'ensemble forme le centrosome qui est toujours à proximité du noyau et intervient dans la division cellulaire ;
- Le protéasome (absent du schéma), complexe protéique responsable de la dégradation des protéines, véritable centre de recyclage des constituants cellulaires ;
- Parfois un ou plusieurs flagelles (absents du schéma), constitués de filaments de microtubules du cytosquelette ;
- L'acidocalcisome, organite présent dans tous les règnes du vivant ;
- L'haptonème, organite associé aux flagelles chez certaines espèces[4] ; il est notamment utilisé pour la classification des Haptophyceae.

## Histoire et terminologie
En biologie, les organes sont définis comme des unités fonctionnelles confiné au sein d'un organisme. L'analogie des organes avec les organites microscopiques est évidente, de même que, dans les premières œuvres, les auteurs de manuels scolaires donnaient rarement des précisions sur la distinction entre les deux.
Pour établir une distinction entre les deux, les biologistes ont voulu utiliser un diminutif du mot organe,, et c'est pourquoi le zoologiste allemand Karl Möbius a utilisé en août 1884 le terme organula (pluriel du nom latin organulum, diminutif du nom organum, se traduisant par organe).